# Fearless Tour
Fearless Tour — перший концертний тур американської співачки та авторки пісень Тейлор Свіфт, розпочатий на підтримку її другого студійного альбому, Fearless (2008). Компанія Big Machine Records оголосила про перший 52-денний тур Північною Америкою у січні 2009 року; перед початком туру 23 квітня 2009 року в Евансвіллі, США, Свіфт виступила хедлайнером на музичних фестивалях у Північній Америці. Протягом 2009 року Свіфт оголосила про додаткові дати у Великій Британії, Австралії та Японії, а 10 липня 2010 року тур "Fearless" завершився у Кавендіші, Канада. Келлі Піклер, Глоріана і Джастін Бібер виступали на розігріві.
Після завершення Fearless Tour відвідало 1,2 мільйона людей і зібрало 66,5 мільйона доларів від 118 концертів, що відбулися протягом 15 місяців. Кілька концертів були записані та випущені для серії концертів "Journey to Fearless", яка транслювалася на телеканалі The Hub з 22 по 24 жовтня 2010 року. Пізніше "Journey to Fearless" вийшов на DVD та Blu-ray у жовтні 2011 року.

## Передтурові заходи
Перед початком туру Тейлор Свіфт відіграла три концерти в США, в тому числі зіграла з аншлагом перед майже 71 000 шанувальників на Х'юстонській тваринницькій виставці та родео в березні 2009 року. Свіфт також відіграла кілька концертів у Великій Британії та Австралії, в тому числі два шоу в Shepherd's Bush Empire в Лондоні.
Крім того, в розпал свого власного туру Свіфт почала відкривати концерти в окремих містах для Кіта Урбана в рамках його світового турне Escape Together World Tour 2009.

## Про тур
Тур був оголошений 29 січня 2009 року на її офіційному веб-сайті. Початковий прес-реліз повідомляв, що Свіфт відвідає 54 міста в 39 штатах і провінціях США і Канади. Разом з нею в турі виступить новий кантрі-гурт Gloriana, а також колишня учасниця "American Idol" Келлі Піклер.
Тур розпочався в Евансвіллі, штат Індіана, 23 квітня 2009 року на стадіоні "Roberts". На честь початку аншлагового туру Свіфт вручили ключ від міста Евансвілль, а президент міської ради оголосив середу, 23 квітня 2009 року, Днем Тейлор Свіфт.
Тур включає театралізований виступ з графікою, декораціями та візуальними елементами, розроблених самою Свіфт. Шоу триває понад 90 хвилин і демонструє гру Свіфт на п'яти різних гітарах, а також на фортепіано. Вистава містить численні зміни костюмів та казковий замок, освітлений більш ніж мільйоном люменів світла.
Наприкінці червня було оголошено нову дату туру — 23 листопада на лондонській арені "Wembley". Однак стало очевидно, що ні Келлі Піклер, ні Глоріана не приєднаються до неї у британській частині туру. Тейлор Свіфт оголосила про ще один виступ у Великій Британії на Manchester Evening News Arena 24 листопада. Це була заключна і друга дата туру у Великій Британії. Концерти на арені "Wembley" і в Манчестері стануть єдиними двома концертами в рамках туру "Fearless" в Європі. Пізніше було оголошено, що співак Джастін Бібер приєднається до Свіфт на двох концертах у Великій Британії. Під час виступу на арені "Wembley" Бібер зламав ногу, коли виконував перші рядки пісні "One Time", але все ж таки закінчив її. Попри травму, Бібер підтвердив, що все одно виступить у Манчестері зі Свіфт наступного дня, хоча концерт на "Wembley" був скорочений, оскільки він не зміг виступити на біс. Потім Бібер продовжив виступ на концерті в Манчестері на біс, він заспівав пісню "With You", кавер-версію оригінальної версії Кріса Брауна. 
30 вересня було оголошено, що Свіфт повернеться до Австралії в лютому 2010 року, щоб відіграти ще одну серію концертів, але вже на аренах. 8 жовтня було оголошено, що тур буде продовжено до 2 червня 2010 року, щоб включити 37 додаткових шоу в Північній Америці. Було підтверджено, що Джастін Бібер виступить на стадіоні Gillette 5 червня 2010 року разом зі Свіфт.

## Діяльність під час туру
Під час туру вона випустила сингл "American Girl", який був записаний на мобільній студії звукозапису Verizon's Mobile Recording Studio Bus. Це кавер на оригінальну пісню Тома Петті.

## Сет-лист

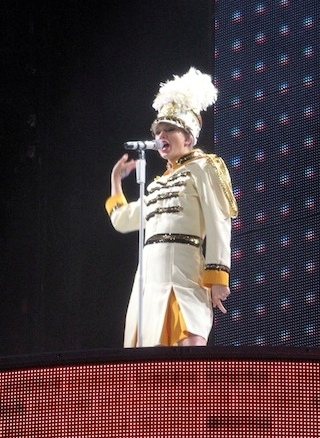
Тейлор під час виконання "You Belong with Me"

1. "You belong with Me"
2. "Our Song"
3. "Tell Me Why"
4. "Teardrops on My Guitar"
5. "Fearless"
6. "Forever & Always"
7. "Hey Stephen"
8. "Fifteen"
9. "Tim McGraw"
10. "White Horse"
11. "Love Story"
12. "The Way I Loved You"
13. "You're Not Sorry"
14. "Picture to Burn"
15. "I'm Only Me When I'm With You"
16. "Should've Said No"

## Рекорди
Квитки на перші концерти туру Fearless з'явилися у продажу на початку лютого 2009 року і були розпродані майже миттєво. 6 лютого 2009 року в продаж надійшли квитки на концерт 22 травня в Лос-Анджелесі у STAPLES Centre, які були розкуплені за дві хвилини. Квитки на кілька дат і майданчиків, включаючи Медісон-сквер-гарден, надійшли в продаж наступного тижня і були розкуплені за рекордно короткий час — одну хвилину. Тейлор Свіфт зробила те, що вдавалося лише кільком музичним зіркам у Фресно: вона розпродала всі квитки в Save Mart Center "за 10 хвилин або навіть менше", - розповідає Стів Тейдлок.